# Wana Bakti
Wana Bakti is een bestuurslaag in het regentschap Ogan Komering Ulu van de provincie Zuid-Sumatra, Indonesië. Wana Bakti telt 4215 inwoners (volkstelling 2010).